# Championnat d'Italie de football de deuxième division 1934-1935
Navigation
Édition précédente Édition suivante
La saison 1934-1935 de Serie B est la 6e édition du championnat d'Italie de football de D2. 
Le championnat est scindé en deux groupes. Les vainqueurs des groupes sont promus en Serie A, une finale entre les deux clubs désigne le champion.
Pour revenir à un championnat à poule unique, pour la prochaine saison, il y aura huit équipes reléguées dans chaque groupe en fin de saison.
À l'issue de la saison, Genova 1893 remporte le titre de champion de Serie B et est promu en Serie A 1935-1936 (1re division) en compagnie de l'autre finaliste, Bari.

## Groupe A
| Rang | Équipe                   | Pts  | J  | G  | N  | P  | Bp | Bc | Diff |
| ---- | ------------------------ | ---- | -- | -- | -- | -- | -- | -- | ---- |
| 1    | Genova 1893 R            | 42   | 29 | 18 | 6  | 5  | 48 | 23 | +25  |
| 2    | Novare                   | 39   | 29 | 17 | 5  | 7  | 61 | 34 | +27  |
| 3    | Pise P                   | 37   | 29 | 15 | 7  | 7  | 51 | 33 | +18  |
| 4    | Calcio Catane P          | 37   | 29 | 16 | 5  | 8  | 45 | 35 | +10  |
| 5    | Vigevanese               | 34   | 29 | 14 | 7  | 8  | 67 | 34 | +33  |
| 6    | Vezio Parducci Viareggio | 32   | 29 | 15 | 5  | 9  | 43 | 32 | +11  |
| 7    | Lucchese P               | 34   | 29 | 13 | 8  | 8  | 40 | 31 | +9   |
| 8    | Messine                  | 32   | 29 | 12 | 8  | 9  | 52 | 45 | +7   |
| 9    | Cagliari                 | 30   | 29 | 12 | 6  | 11 | 45 | 40 | +5   |
| 10   | Seregno                  | 28   | 29 | 9  | 10 | 10 | 42 | 41 | +1   |
| 11   | Spezia                   | 24   | 29 | 10 | 4  | 15 | 37 | 41 | -4   |
| 12   | Casale R                 | 23   | 29 | 7  | 9  | 13 | 28 | 53 | -25  |
| 13   | AC Legnano               | 21-1 | 29 | 9  | 4  | 16 | 30 | 51 | -21  |
| 14   | Pro Patria               | 15-1 | 29 | 4  | 8  | 17 | 22 | 45 | -23  |
| 15   | Derthona                 | 9-2  | 29 | 3  | 7  | 19 | 23 | 74 | -51  |
| 16   | Pavia                    | 3    | 15 | 0  | 3  | 12 | 7  | 29 | -22  |

|  | Promu en Serie A et qualifié pour la finale du championnat |
|  | Relégation en Prima Divisione 1935-1936 (1re division)     |

Note:
 Victoire à 2 points
- Pavia se retire du championnat après la 20e journée.

## Groupe B
| Rang | Équipe        | Pts | J  | G  | N | P  | Bp | Bc | Diff |
| ---- | ------------- | --- | -- | -- | - | -- | -- | -- | ---- |
| 1    | Bari          | 37  | 28 | 14 | 9 | 5  | 48 | 24 | +24  |
| 2    | Modène FC     | 36  | 28 | 17 | 2 | 9  | 43 | 31 | +12  |
| 3    | US Pistoiese  | 34  | 28 | 15 | 4 | 9  | 47 | 27 | +20  |
| 4    | Aquila P      | 32  | 28 | 12 | 8 | 8  | 48 | 36 | +12  |
| 5    | Hellas Vérone | 32  | 28 | 12 | 8 | 8  | 36 | 32 | +4   |
| 6    | SPAL          | 31  | 28 | 13 | 5 | 10 | 45 | 42 | +3   |
| 7    | Atalanta      | 30  | 28 | 12 | 6 | 10 | 38 | 35 | +3   |
| 8    | Foggia        | 29  | 28 | 12 | 5 | 11 | 45 | 37 | +8   |
| 9    | Cremonese     | 29  | 28 | 11 | 7 | 10 | 34 | 35 | -1   |
| 10   | Padoue R      | 27  | 28 | 10 | 7 | 11 | 45 | 35 | +10  |
| 11   | Catanzarese   | 22  | 28 | 9  | 4 | 15 | 33 | 41 | -8   |
| 12   | Vicenza       | 22  | 28 | 8  | 6 | 14 | 27 | 40 | -13  |
| 13   | Venise        | 22  | 28 | 9  | 4 | 15 | 25 | 47 | -22  |
| 14   | Comense       | 20  | 28 | 7  | 6 | 15 | 27 | 55 | -28  |
| 15   | Perugia       | 17  | 28 | 6  | 5 | 17 | 25 | 49 | -24  |
| 16   | Grion Pola    | 0   | 0  | 0  | 0 | 0  | 0  | 0  | 0    |

|  | Promu en Serie A et qualifié pour la finale du championnat |
|  | Relégation en Prima Divisione 1935-1936 (1re division)     |

- Foggia et Cremonese étant à égalité de points, les équipes disputent un barrage.
- Grion Pola se retire après la 15e journée, tous ses résultats sont annulés[2].

## Barrage de relégation
Dans le Groupe B, Foggia et Cremonese étant à égalité de points, les équipes disputent un barrage pour la relégation. Le premier match sur terrain neutre se solde par un match nul, un deuxième match est nécessaire, également sur terrain neutre.
| Équipe 1  | Résultat | Équipe 2 | Aller | Retour |
| --------- | -------- | -------- | ----- | ------ |
| Cremonese | 1 - 2    | Foggia   | 1 - 1 | 0 - 1  |

Cremonese est relégué en troisième division.

## Finale du championnat
Les deux premiers de groupe se rencontrent en match aller et retour pour désigner le champion.
| Équipe 1 | Résultat | Équipe 2    | Aller | Retour |
| -------- | -------- | ----------- | ----- | ------ |
| Bari     | 1 - 4    | Genova 1893 | 1 - 0 | 0 - 4  |